# Chinesische Universität für Politikwissenschaft und Recht

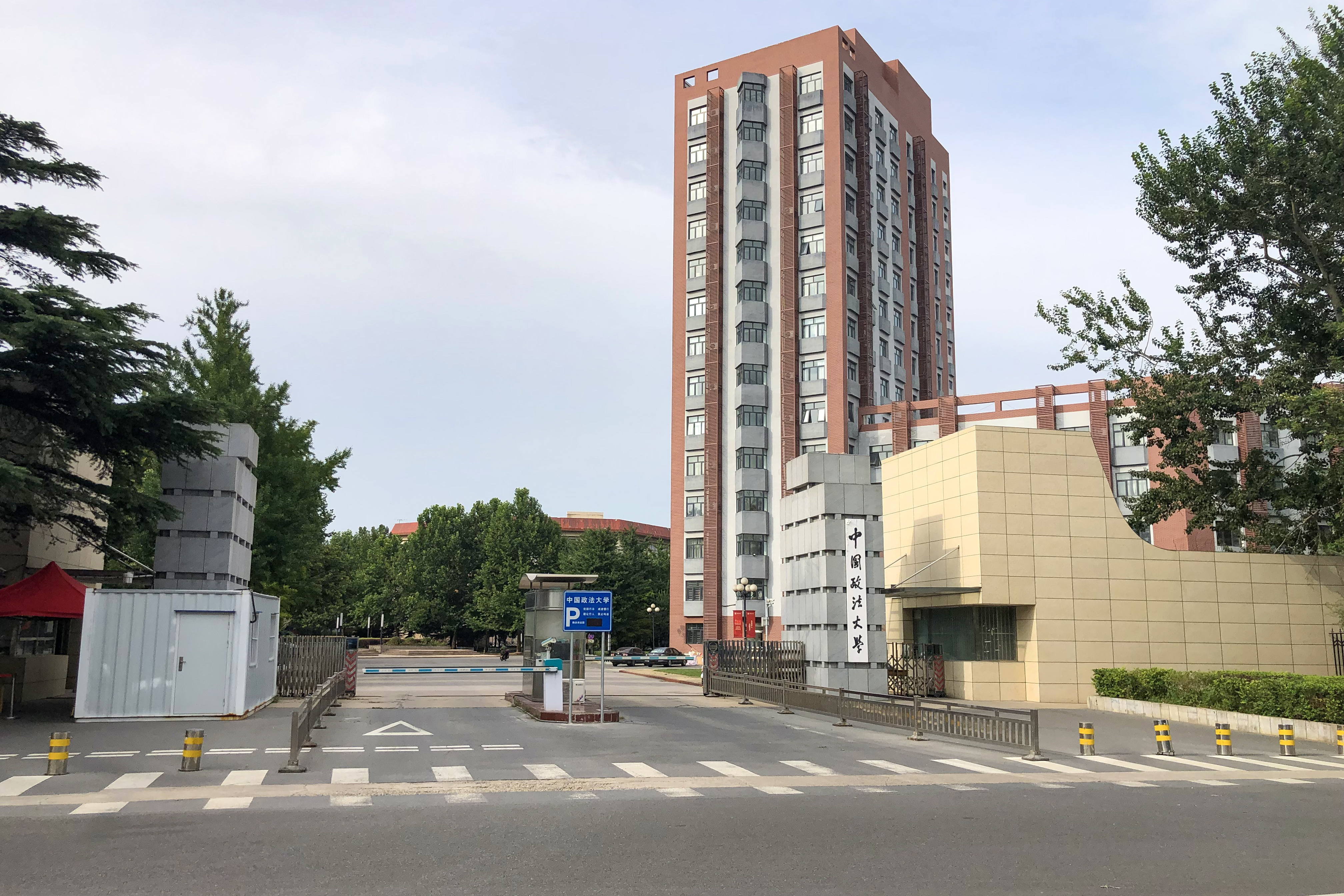
Chinesische Universität für Politikwissenschaft und Recht

Die Chinesische Universität für Politikwissenschaft und Recht (chinesisch 中国政法大学, Pinyin Zhōngguó Zhèngfǎ Dàxué, englisch China University of Political Science and Law (CUPL)) ist eine Universität in Peking. Sie wurde 1952 gegründet und seit 1995 im Rahmen des Projekts 211 gefördert.
Ihre Law School zählt zu den Besten in China. Der Fachbereich „Rechtswissenschaft“ der CUPL wurde 2017 für das sogenannte „Doppel-Exzellenz-Programm“ des Bildungsministeriums (MoE) ausgewählt.